# Bloeizone Fryslân Tour
Le Bloeizone Fryslân Tour (connu comme l'Energiewacht Tour jusqu'en 2016 puis le Healthy Ageing Tour jusqu'en 2021) est une course cycliste sur route à étapes féminine disputée aux Pays-Bas, dans la province de Groningue. 

## Historique
En 2020, l'épreuve est annulée en  raison de la pandémie de Covid-19.
L'édition 2022 voit l'arrivée du sponsor EasyToys, spécialisé dans les sex-toys. Par ailleurs, la première étape est marquée par des problèmes de sécurité, des voitures étant présente sur le parcours. Ces soucis et le fait que les dotation pour les vainqueurs étaient des sex-toys ont attiré de nombreuses réactions, relayées la presse internationale,,.
Les problèmes de sécurité et l'organisation des championnats d'Europe font que l'édition 2023 n'est pas disputée.

### Course junior
Une course pour les juniors (moins de 19 ans) est organisée à partir de 2013. En 2016 elle rejoint le calendrier de la Coupe des Nations Femmes Juniors. Comme la course senior, l'édition est 2020 est annulée en raison de la pandémie de Covid-19. L'épreuve junior ne repart pas la saison suivante.

## Course professionnelle

### Podiums
| Année | Vainqueur           | Deuxième             | Troisième         |                  |
| ----- | ------------------- | -------------------- | ----------------- | ---------------- |
| 2011  | Adrie Visser        | Loes Gunnewijk       | Marianne Vos      |                  |
| 2012  | Ina-Yoko Teutenberg | Ellen van Dijk       | Marianne Vos      |                  |
| 2013  | Ellen van Dijk      | Loes Gunnewijk       | Kirsten Wild      |                  |
| 2014  | Lucinda Brand       | Vera Koedooder       | Trixi Worrack     |                  |
| 2015  | Lisa Brennauer      | Trixi Worrack        | Christine Majerus |                  |
| 2016  | Ellen van Dijk      | Annemiek van Vleuten | Lisa Brennauer    |                  |
| 2017  | Ellen van Dijk      | Anna van der Breggen | Lisa Brennauer    |                  |
| 2018  | Amy Pieters         | Chantal Blaak        | Christine Majerus |                  |
| 2019  | Lisa Klein          | Ellen van Dijk       | Kirsten Wild      |                  |
| 2020  | annulé/abandonné    | annulé/abandonné     | annulé/abandonné  | annulé/abandonné |
| 2021  | Ellen van Dijk      | Lisa Brennauer       | Emma Norsgaard    |                  |
| 2022  | Ellen van Dijk      | Riejanne Markus      | Marlen Reusser    |                  |

### Statistiques
Record de victoires d'étapes
| Coureuse       | Nombre d'étapes |
| -------------- | --------------- |
| Kirsten Wild   | 13              |
| Ellen van Dijk | 6               |
| Chantal Blaak  | 4               |

Victoires d'étapes par pays
| Pays        | Nombre d'étapes |
| ----------- | --------------- |
| Pays-Bas    | 40              |
| Allemagne   | 9               |
| États-Unis  | 2               |
| Belgique    | 2               |
| Italie      | 2               |
| Royaume-Uni | 1               |
| Finlande    | 1               |
| Norvège     | 1               |

| #     |    |   |   |   |   |   |   |   |
| 2011  | 3  | 1 | - | - | - | - | - | - |
| 2012  | 1  | 3 | 1 | 1 | - | - | - | - |
| 2013  | 5  | - | - | - | 1 | - | - | - |
| 2014  | 5  | 1 | - | - | - | - | - | - |
| 2015  | 4  | - | - | - | - | 1 | - | - |
| 2016  | 5  | - | 1 | - | - | - | - | - |
| 2017  | 4  | 1 | - | - | - | - | 1 | - |
| 2018  | 6  | - | - | - | - | - | - | - |
| 2019  | 3  | 2 | - | - | - | - | - | 1 |
| 2021  | 2  | 1 | - | - | - | 1 | - | - |
| 2022  | 2  | - | - | - | 1 | - | - | - |
| TOTAL | 40 | 9 | 2 | 1 | 2 | 2 | 1 | 1 |
|       |    |   |   |   |   |   |   |   |

## Course des juniors
| Année | Vainqueur       | Deuxième            | Troisième                |
| ----- | --------------- | ------------------- | ------------------------ |
| 2013  | Amy Hill        | Ilse Miltenburg     | Floortje Mackaij         |
| 2016  | Christa Riffel  | Anne de Ruiter      | Karlijn Swinkels         |
| 2017  | Lorena Wiebes   | Amber van der Hulst | Emma Norsgaard Jørgensen |
| 2018  | Pfeiffer Georgi | Marta Jaskulska     | Lonneke Uneken           |
| 2019  | Megan Jastrab   | Elynor Bäckstedt    | Femke Gerritse           |